# 레알 우니온
레알 우니온(스페인어: Real Unión Club)은 스페인 바스크 지방의 도시인 이룬을 연고로 하는 축구 클럽이다. 이 클럽은 1915년에 창단되었으며 현재 세군다 페데라시온에서 활동하고 있다.

## 성적
- 코파 델 레이
  - 우승 4회 (1913, 1918, 1924, 1927)
- 세군다 디비시온 B
  - 우승 2회 (2002–03, 2008–09)

## 선수 명단

### 현역
참고: FIFA 자격 규정에 따라 소속된 국가대표팀 국기를 표시합니다. 선수는 복수의 FIFA 비회원국 국적을 가지고 있을 수 있습니다.
| 번호 | 포지션 | 국적     | 이름              |
| ---- | ------ | -------- | ----------------- |
| 13   | GK     | 잉글랜드 | 제임스 라이트     |
| 15   | DF     | 콜롬비아 | 예이마르 모스케라 |

| 번호 | 포지션 | 국적     | 이름      |
| ---- | ------ | -------- | --------- |
| 24   | DF     | 잉글랜드 | 핀리 먼로 |

## 역대 감독
| 감독          | 임기        |
| ------------- | ----------- |
| 스티브 블루머 | 1923 ~ 1925 |